# Les Cendres du passé
Cet article concerne la nouvelle d'Isaac Asimov. Pour le film muet de Febo Mari, voir Les Cendres du passé (film, 1916).
Les Cendres du passé (titre original : The Dead Past) est une nouvelle de science-fiction d'Isaac Asimov. Le registre est celui de la fiction dystopique nuancée ; elle est considérée par certains critiques comme l'une des meilleures nouvelles de l'auteur.

## Publications
La nouvelle a été publiée dans l'édition d'avril 1956 d'Astounding Science Fiction puis republiée dans The Best of Isaac Asimov (en) en 1973. Elle parait en France dans le recueil Espace vital en 1976. Elle est adaptée en un épisode de la série TV Out of the Unknown (en).

## Résumé
Asimov extrapole les tendances simultanées à la centralisation de la recherche académique et à la spécialisation scientifique, pour peindre un monde dans lequel le contrôle d'État de la recherche est l'objet d'une vaste bureaucratie, et les universitaires ont en pratique l'interdiction de travailler en dehors du champ de leur spécialité. Un protagoniste naïf, Arnold Potterley, professeur d'Histoire ancienne, travaille sous ces contraintes. Expert de Carthage, Potterley cherche à obtenir l'accès à un chronoscope, appareil permettant l'observation directe d'événement dans le passé, pour déterminer si oui on non les Carthaginois immolaient des enfants par le feu. Inventé par un physicien des neutrinos du nom de Sterbinski bien des années auparavant, le chronoscope est maintenant sous le contrôle exclusif du gouvernement. Lorsque la bureaucratie, en la personne de l'administrateur Thaddeus Araman, refuse à Potterley l'accès au chronoscope, Potterley organise un projet de recherche clandestin pour se construire son propre chronoscope. Il reçoit l'aide de deux personnes : un jeune physicien du nom de Jonas Foster et l'oncle de ce dernier, un écrivain de science-fiction professionnel (c'est-à-dire agréé par le Gouvernement), Ralph Nimmo.
Ces recherches aboutissent à une série de découvertes : en premier lieu, l'équipe découvre que le gouvernement sabote les recherches en chronoscopie ; Foster invente malgré tout un procédé qui permet la construction d'un chronoscope bien plus petit et plus efficace que celui de l'inventeur originel. Bien que ces progrès enchantent Potterley, Foster prouve rapidement qu'aucun chronoscope ne peut remonter plus de 120 ans dans le passé. Toute tentative pour observer un passé plus lointain est vouée à l'échec par le bruit qui couvre inévitablement le signal. Ainsi, les communiqués du gouvernement qui mentionnent l'observation d'époques reculées sont des mensonges flagrants.
Des conflits de personnalité et de motivation détruisent alors la cohésion du groupe : Potterley et sa femme sont traumatisés par la mort de leur petite fille dans l'incendie de leur maison bien des années auparavant, et il est avancé qu'il cherche inconsciemment à exonérer les Carthaginois du sacrifice de leurs enfants comme une façon symbolique de se libérer de la culpabilité d'avoir pu déclencher lui-même l'incendie en se montrant négligeant avec une cigarette. Voyant la réaction de sa femme devant le chronoscope, et réalisant qu'elle l'utiliserait pour contempler obsessivement la courte vie de leur petite fille, il alerte les autorités et se dénonce. Son associé, Foster, en proie à l'hybris intellectuelle et fanatique de la liberté de recherche, tente de publier ses découvertes, mais se fait arrêter par surprise par Thaddeus Araman, le bureaucrate qui avait refusé le projet de recherche initial de Potterley.
Comme Araman tente de négocier la promesse de Foster de ne pas rendre ses découvertes publiques, l'oncle, Nimmo, est amené. Nimmo se révèle aussi rebelle que ses deux compagnons, et Araman, acculé par leur refus de coopérer, est forcé de dévoiler le jeu du gouvernement : il révèle que Foster a été arrêté grâce à l'usage que le gouvernement fait lui-même du chronoscope pour la traque de complots.
Araman révèle que l'agence gouvernementale de chronoscopie, loin de censurer la recherche scientifique par autoritarisme borné, essaye de protéger le public de la seule façon qu'elle puisse envisager. Comme Foster et Potterley l'ont appris, le Chronoscope est intrinsèquement limité au passé récents—mais si, au lieu de se concentrer sur le passé de la génération précédente, il était braqué sur le passé du centième de seconde précédent ? Les Cendres du passé, dit Araman, ne sont qu'un synonyme pour le présent bien vivant. Si les plans du Chronoscope, en particulier la version nouvelle et améliorée de Foster, devaient jamais toucher le grand public, l'épidémie de voyeurisme qui en résulterait viendrait en pratique détruire le concept de vie privée. Même les fonctionnaires assignés au Chronoscope, révèle Araman, transgressent parfois les règlements et l'utilisent pour de l'espionnage privé.
Nimmo révèle alors que pour rendre Foster invulnérable aux pressions, il a envoyé des copies des plans du chronoscope à plusieurs de ses éditeurs habituels. Tout un chacun peut maintenant se procurer les détails du chronoscope, facilement et à prix modique.
Araman se résigne à l'observation par le chronoscope, et quitte les universitaires en lançant avec sagesse : « Profitez bien de votre vie dans un aquarium à poissons rouges, vous, moi et tout le monde, et puissiez-vous à jamais rôtir en enfer tous les trois. Vous êtes remis en liberté ».
Le twist de l'histoire —le fait que le fonctionnaire essayait en fait de protéger le public— nuance l'idée qu'un monde de recherche planifiée constituerait une dystopie. La thèse d'Asimov, révélée dans la scène finale, est que le contrôle central de la recherche scientifique n'est pas nécessairement immoral, mais que sur le long terme, il est impossible. Le personnage de Thaddeus Araman est un porte-parole dystopique typique, du même genre que Beatty dans Fahrenheit 451, ou Mustapha Mond dans Le Meilleur des mondes, qui expliquent les raisons et les limites du contrôle exercé par leurs sociétés.

## Autour de la nouvelle
- Dans son autobiographie In Memory Yet Green (en), Asimov écrit : « Cette nouvelle, l'une de mes préférées, me reste à l'esprit surtout pour ce que j'y ai mis par accidentellement. Ce que j'avais prévu, c'est une histoire qui inversait l'hypothèse banale selon laquelle le contrôle du gouvernement est tyrannique et la liberté académique est bonne. Au fil de l'histoire, j'ai introduit par hasard une référence à Carthage qui a en quelque sorte pris corps d'elle-même et a de façon inattendue lancé une intrigue secondaire qui justifiait toute l'histoire. N'importe quel critique qui lirait cette histoire va immanquablement supposer que j'avais prévu cette intrigue secondaire dès le début, mais je vous jure qu'il n'en est rien ».
- Asimov introduit une touche d'humour dans une intrigue par ailleurs sombre : lorsqu'Araman menace Foster de l'incarcérer arbitrairement, Foster répond « Ah non, vous bluffez. Nous ne sommes plus au XXe siècle, vous savez ». Lorsque Nimmo apparaît et subit la même menace, survient l'échange suivant : « Foutaises ! On n'est plus au XXe siècle ! » - Nimmo, « J'ai essayé ça, ça ne l'a pas impressionné. » - Foster.
- Alors que l'histoire se passe au milieu du XXIe siècle, Asimov n'avait pas prévu l'invention du transistor ; le chronoscope utilise apparemment des lampes à vide, puisqu'il a besoin d'un moment pour chauffer. D'un autre côté, on pourrait dire qu'il prévoit avec précision les effets sociaux du développement des équipements de vidéo bon marché et communs, puisque certaines personnes revoient effectivement des enregistrements de proches après leur mort, et que la surveillance omniprésente pourrait effectivement mettre un terme à la vie privée telle que nous la connaissons.
- Le nom d'Araman est similaire à celui du personnage de la nouvelle La Dernière Trompette, R.E. Mann (jeu de mots sur « Ahriman », un nom perse de Satan).
- Le festschrift à Asimov Les Fils de Fondation comprend une suite aux Cendres du passé écrite par l'écrivain de science-fiction américain Barry N. Malzberg, intitulée Le Présent éternel.
- La nouvelle est mentionnée dans l'article d'Alex Kozinski (en) d'avril 2012 dans la Stanford Law Review (en) sur la vie privée sur Internet et la surveillance d'Internet[2].
- Asimov a inventé la science « neutrinique », la détection et la manipulation des neutrino, pour expliquer les fonctions du chronoscope. L'existence des neutrino avait été postulée dès les années 1930, mais leur première détection confirmée n'est publiée que quelques mois après la publication de la nouvelle.